# A Fábrica do Poema
A Fábrica do Poema é o terceiro álbum da cantora e compositora Adriana Calcanhotto. O álbum recebeu um disco de ouro (o que significa que vendeu mais de 150 mil cópias no país). 
| Críticas profissionais                                                      | Críticas profissionais |
| Avaliações da crítica                                                       | Avaliações da crítica  |
| Fonte                                                                       | Avaliação              |
| --------------------------------------------------------------------------- | ---------------------- |
| All Music                                                                   | [ 2 ]                  |
| Esta tabela precisa de ser acompanhada por texto em prosa. Consulte o guia. |                        |

## Faixas
| N.º | Título                     | Compositor(es)                                         | Duração |  |
| 1.  | "Por Que Você Faz Cinema?" | Joaquim Pedro de Andrade / Música: Adriana Calcanhotto | 2:49    |  |
| 2.  | "A Fábrica do Poema"       | Adriana Calcanhotto; Waly Salomão                      | 2:54    |  |
| 3.  | "Bagatelas"                | Antônio Cícero; Roberto Frejat                         | 2:17    |  |
| 4.  | "Metade"                   | Adriana Calcanhotto                                    | 3:27    |  |
| 5.  | "Sudoeste"                 | Adriana Calcanhotto; Jorge Salomão                     | 1:58    |  |
| 6.  | "O Verme e a Estrela"      | Pedro Kilkerry / Música: Cid Campos                    | 3:11    |  |
| 7.  | "Estrelas"                 | Arnaldo Antunes; Sérgio Britto                         | 2:08    |  |
| 8.  | "Aconteceu"                | Péricles Cavalcanti                                    | 2:21    |  |
| 9.  | "Cariocas"                 | Adriana Calcanhotto                                    | 3:15    |  |
| 10. | "Morro Dois Irmãos"        | Chico Buarque                                          | 2:50    |  |
| 11. | "Inverno"                  | Adriana Calcanhotto; Antônio Cícero                    | 4:40    |  |
| 12. | "Roleta Russa"             | Adriana Calcanhotto                                    | 3:02    |  |
| 13. | "Tema de Alice"            | Péricles Cavalcanti                                    | 0:57    |  |
| 14. | "Portrait Of Gertrude"     | Gertrude Stein / Música: Adriana Calcanhotto           | 1:18    |  |
| 15. | "Minha Música"             | Adriana Calcanhotto                                    | 3:54    |  |